# Golden set
Golden set (em português: Set de Ouro) é um termo usado no ténis para designar um set perfeito. Ou seja, um tenista vence um set sem perder nenhum ponto (ou 24 a 0).
Até hoje, apenas sete tenistas masculino, e três tenistas femininas, conseguiram alcançar um Golden Set em partidas profissionais, e mais uma tenista, na era amadora do esporte
Já o termo Golden Match é quando um jogador não perde um único ponto em toda a partida. Existem quatro casos documentados disso em eventos de baixo nível. Hazel Wightman fez isso pela primeira vez em uma partida amadora em 1910 no estado de Washington. Em seguida, aconteceu três vezes na França nas eliminatórias de eventos profissionais de nível mais baixo, duas delas no período de dois meses, ambas contra o mesmo homem de 55 anos, Tomas Fabian.

## Lista de "Golden Sets"
| Tenista (que logrou o Golden Set) | Data                                      | Torneio                                                    | Adversário (que sofreu o Golden Set) | Placar Final       | Observações | Ref.        |
| --------------------------------- | ----------------------------------------- | ---------------------------------------------------------- | ------------------------------------ | ------------------ | --- | ----------- |
| Pauline Betz                      | 1943                                      | WTA de Cincinnati em Cincinnati, Ohio                      | Catherine Wolf                       | 6–0, 6–2           | * Primeira pessoa a alcançar um Golden Set *Era amadora do ténis | [ 6 ] [ 7 ] |
| Bill Scanlon                      | 22 de Fevereiro de 1983                   | Primeira rodada do WCT Gold Coast Classic em Delray Beach  | Marcos Hocevar                       | 6–2, 6–0           | *Registrado no Guinness Book of World Records *Primeira vez na Era Aberta (a partir de 1968) | [ 8 ]       |
| Tine Scheuer-Larsen               | 1995                                      | 1995 Fed Cup Europe/Africa Zone                            | Mmaphala Letsatle                    | 6-0, 6-0           | | [ 9 ]       |
| Yaroslava Shvedova                | 30 de Junho de 2012                       | Torneio de Wimbledon 2012                                  | Sara Errani                          | 6–0, 6–4           | * Shvedova tornou-se a primeira mulher a lograr um Golden Set na Era Aberta (a partir de 1968) * Shvedova tornou-se a primeira pessoa a lograr um Golden Set em um torneio de Grand Slam * Primeira vez na história que um tenista do Top 10 perde por um Golden Set | .           |
| Julian Reister                    | 2013                                      | Qualifying US Open 2013 - Simples Masculino                | Tim Puetz                            | 6–7(3–7), 6–4, 6–0 | Única partida que teve mais do que 2 sets. | [ 12 ]      |
| Stefano Napolitano                | 2015                                      | Distal & ITR Group Tennis Cup Qualifying – Singles         | Augusto Virgili                      | 6–0, 6–3           | | [ 13 ]      |
| Katarina Zavatska                 | 2015                                      | Qualifying - Chang ITF Pro Circuit 2015                    | Thanyathorn Putthaun                 | 6–0, 6–0           | | [ 14 ]      |
| He Yecong                         | 2016                                      | Qingdao ATP Challenger qualifying                          | Wang Honghan                         | 6–0, 6–0           | | [ 15 ]      |
| Benjamin Tullou                   | 2016                                      | France F17 Futures Qualifying, Bagnères-de-Bigorre, France | Tomas Fabian                         | 6–0, 6–0           | Amateur opponent | [ 16 ]      |
| Joffrey de Schepper               | 2016                                      | France F23 Futures Qualifying, Rodez, France               | Tomas Fabian                         | 6–0, 6–0           | Amateur opponent | [ 17 ]      |
| Luis David Martínez               | 2017                                      | Morelos Open qualifying                                    | Manfred Brandes Vogt                 | 6–1, 6–0           | | [ 18 ]      |
| Jessie Aney                       | 2021 W60 San Bartolomé de Tirajana, Spain | Heranne Excellent                                          | 6–0, 6–0                             | 15 Ago 2021        | No primeiro set. | [ 19 ]      |

## "Por Um Triz"
- Em 2006, em uma partida válida pela segunda rodada do WTA de Memphis contra a estadunidense Amy Frazier, a tenista cazaque Yaroslava Shvedova, então a número 228 do planeta, estava servindo com 5 games a 0 e 40–0 (a um ponto, portanto, do Golden Set) quando cometeu uma dupla falta.[20] Na ocasião, porém, a cazaque foi derrotada de virada pela americana: 1/6, 6/0 e 6/0.[21]

## As partidas

### Scanlon x Hocevar
| “ | "Às vezes me perguntam: 'como é que tu conseguiste perder 24 pontos seguidos?'. Não tem como explicar, tenho que mostrar que não se pode desfocar, eu fui extremamente preocupado para a quadra e me desfoquei. No tênis se não estiver bem focado pode acontecer qualquer coisa. (...) Claro que feliz não fico se disser que eu perdi 24 pontos seguidos, uma coisa praticamente impossível e inédita, mas tem que passar por cima do que aconteceu; bom para ele, ruim para mim." | ” |

| “ | "O curioso é que não percebi o que estava acontecendo. Acho que o set durou uns 15 minutos e só depois da partida é que o árbitro me contou que eu não havia perdido qualquer ponto no segundo set" | ” |

| 22 de fevereiro de 1983 | Bill Scanlon | 2 - 0                    | Marcos Hocevar |  |
| 22 de fevereiro de 1983 | 6 6          | Set 1 Set 2 (Golden Set) | 4 0            |  |

### Shvedova x Errani
| “ | "Eu não sabia! Estava jogando ponto a ponto. Nem vi que todos os games ficaram 40-0, só no segundo set. Lembro do primeiro ponto que ela ganhou, as pessoas começaram a aplaudir. Eu pensei: 'o que está acontecendo?'. Achei que eles queriam um bom jogo e só. (...) Depois do jogo, na academia, meu treinador veio e disse que viu nas estatísticas que eu não perdi pontos no set. Perguntei se não era nenhum erro, mas não, eram pontos mesmo. Incrível!" | ” |

| 30 de Junho de 2012 Relatório | Yaroslava Shvedova | 2 - 0                    | Sara Errani | Wimbledon's Court Three |
| 30 de Junho de 2012 Relatório | 6 6                | Set 1 (Golden Set) Set 2 | 0 4         | Wimbledon's Court Three |

- Duração Golden-Set: 15min[24]

| Estatística do Golden Set           | Shvedova | Errani |
| ----------------------------------- | -------- | ------ |
| Aces                                | 6        | 0      |
| Duplas Faltas                       | 0        | 0      |
| % Primeiro Saque                    | 58%      | 75%    |
| % Pontos Ganhos - 1º Saque          | 100%     | 0%     |
| % Pontos Ganhos - 2º Saque          | 100%     | 0%     |
| Devoluções de Saque                 | 100%     | 25%    |
| Break-points                        | 3-3      | 0-0    |
| Pontos ganhos em aproximação à rede | 5-5      | 0-1    |
| Erros não forçados                  | 0        | 1      |
| Total de Bolas Vencedoras (Winners) | 14       | 0      |

## Golden Match
Chama-se de Golden Match a partida em que um tenista vence sem perder um ponto sequer.  Existem quatro casos documentados disso em eventos de baixo nível.
| Data            | Torneio                                             | Tenista        | Adversário    | Placar Final | Observações | Ref.          |
| --------------- | --------------------------------------------------- | -------------- | ------------- | ------------ | --- | ------------- |
| 1910            | Washington State Championships 1910, em Washington  | Hazel Wightman | Miss Huiskamp | 6-0, 6-0     | Hazel Wightman é a única tenista (masculino e feminino) a lograr um Golden Match. Ou seja, venceu a partida sem perder um ponto sequer. | [ 27 ]        |
| Dan Added       | 2018 France F5 Futures qualifying, Poitiers, France | Freddy Prioton | 6–0, 6–0      | 11 Mar 2018  | Golden match. | [ 28 ]        |
| Krittin Koaykul | 2019 Doha M15 qualifying, Doha, Qatar               | Artem Bahmet   | 6–0, 6–0      | 8 Dec 2019   | Golden match. | [ 29 ] [ 30 ] |